# Роланд Рудолф
Роланд Рудолф (угор. Roland Rudolf, 6 серпня 1985) — угорський плавець.
Учасник Олімпійських Ігор 2008 року.